# Elle court, elle court la banlieue
Pour plus de détails, voir Fiche technique et Distribution.
Elle court, elle court la banlieue est un film franco-italien réalisé par Gérard Pirès sur un scénario de Nicole de Buron et sorti en 1973. Le film est une adaptation du roman Quatre heures de transport par jour de Brigitte Gros (1970).

## Synopsis
Pour se marier, Marlène et Bernard doivent trouver un appartement. Après avoir traversé des difficultés avec un agent immobilier, ils s'installent finalement dans un deux pièces - cuisine situé dans une cité moderne de la grande banlieue parisienne, à Aubergenville. Marlène doit se lever très tôt pour prendre le car et rejoindre son travail à temps, tandis que Bernard utilise sa voiture en tant que représentant dentaire et pour rejoindre son lieu de travail, où il rencontre régulièrement des accrochages et des bagarres.
La fatigue s'accumule rapidement, et d'autant que tout l'immeuble effectue son ménage et son bricolage le samedi, leur seul jour de repos. Marlène s'endort même un soir dans le train et ne rentre chez elle qu'à 4 heures du matin en auto-stop, ce qui provoque une dispute avec Bernard, jaloux. Mais pour éviter les embouteillages, Bernard rentre lui-même de plus en plus tard et finit par rencontrer une entraîneuse nommée Cathy, ce qui provoque une autre dispute avec Marlène.
Marlène est de plus en plus épuisée et commence à prendre des somnifères et des amphétamines pour tenir le coup. Un soir, elle rentre chez elle sur la moto d'un voisin, ce qui pousse Bernard à quitter le domicile. Marlène décide alors de se suicider, mais Bernard revient juste à temps pour la sauver.
Finalement, les parents de Marlène offrent de les installer à Paris, tandis que les employeurs de Marlène acceptent de lui donner un poste en banlieue. Cette issue heureuse leur permet de se réconcilier à l'hôpital.

## Fiche technique
- Titre : Elle court, elle court la banlieue
- Réalisation : Gérard Pirès, assisté de Claude Miller
- Scénario : Nicole de Buron et Gérard Pirès, d'après le roman Quatre heures de transport par jour, de Brigitte Gros[1]
- Production : Pierre Braunberger
- Musique : Ed Welch
- Photographie : Bernard Sury
- Montage : Jacques Witta
- Pays d'origine :  France,  Italie
- Format : couleur - 1,66:1 - mono - 35 mm
- Genre : comédie
- Durée : 91 minutes
- Dates de sortie : 22 février 1973 en France

## Distribution
- Marthe Keller : Marlène Réval
- Jacques Higelin : Bernard Réval
- Nathalie Courval : Marie
- Robert Castel : Marcel
- Évelyne Istria : Simone
- Jean-Pierre Darras : Ducros
- Victor Lanoux : Georges
- Lydia Feld : Cathy
- Michel Delahaye : chef du personnel de province
- Claude Piéplu : directeur de l'usine
- Daniel Prévost : employé des réclamations de la SNCF
- Jacques Legras : le représentant en meubles
- Annie Cordy : agent immobilier
- Ginette Leclerc : Mme Blin
- France Lory : France
- Nicole Norden : Rita (non créditée)
- Farid Dali : François
- Teddy Vrignault : Fleytoux, flic ambulancier
- André Gaillard : flic ambulancier
- Coluche : travailleur de jour
- Yves Pignot : chauffeur bus
- Jeanne Herviale : propriétaire
- Annick Fougery : infirmière à Marcel Bobin
- Catherine Ohotnikoff : voyageuse métro
- Jacques Doniol-Valcroze : 1° dentiste
- Roland Dubillard : 2° dentiste
- Jacques Zanetti : Jean-Paul
- Diane Kurys : son amie
- Gilles Béhat : amant de Marie
- Alice Sapritch : elle-même (automobiliste hargneuse)
- Annik Beauchamps : infirmière-chef aimable
- Simone Paris : patiente au chien du 1° dentiste
- Miou-Miou : assistante du 1° dentiste
- Georgette Plana : voyageuse métro
- Sarah Sterling : infirmière d'Aubergenville (non créditée)
- Marie-Pierre Casey : voisine garde d'enfants
- France Rumilly : patiente alitée à Marcel Bobin
- Andréa Ferréol : patiente alitée à Marcel Bobin (non créditée)
- Jean-Michel Ribes : médecin à Marcel Bobin (non crédité)
- Paul Bisciglia : M. Max
- Henri Guybet : agent de circulation
- Paolo Goya
- Jackie Méhaut
- François Borysse
- Rémy Julienne : cascades.
- Max Vialle : flic fourrière
- Sonia Vareuil : femme du couple à l'hôtel
- Jean Abeillé : un usager du métro
- Jack Bérard : agent
- Kriss : voix de F.I.P.
- Lucienne Legrand
- Michel Charrel
- Franck Robert

## Thématique
La vie infernale des banlieusards de l'agglomération parisienne, autant ceux qui utilisent les transports en commun que l'automobiliste pris dans la jungle des embouteillages. Pendant les fins de semaine, les bruits du voisinage sont un stress supplémentaire.
Les nombreuses occasions de rencontrer d'autres personnes et donc des partenaires sexuels potentiels dans les grands ensembles et les transports créent par ailleurs de la jalousie dans le couple.
Tourné au debut des années 1970, le film offre une représentation des grands ensembles et des interrogations sociales et sociétales qu'ils posent, à l'instar de nombreux films de l'époque .